# Bernardini X1A
Bernardini X1A – brazylijski czołg budowany w latach 70. XX wieku, bazowany na amerykańskim czołgu lekkim M3 Stuart z okresu II wojny światowej. Powstały trzy wersje tego czołgu:
- X1A – wersja M3A1 z nowym silnikiem dieslowskim Saab-Scania o mocy 280 KM, ulepszonym zawieszeniem, częściowo zmienionym opancerzeniem, nowym systemem kierowania ognia i armatą DEFA 90 mm w nowej wieży, wyprodukowano 80 egzemplarzy.
- A1X1 – prototyp z ulepszonym układem jezdnym, nie wszedł do produkcji
- A1X2 – wersja bazowana na A1X1, nie miała już praktycznie nic wspólnego z oryginalnym Stuartem.  Czołg ważył 19 ton, uzbrojony był w armatę 90 mm i napędzany silnikiem wysokoprężnym o mocy 300 KM.  W latach 1979–83 zbudowano 30 egzemplarzy.